# Леннард, Сэмпсон
Сэмпсон Леннард (англ. Sampson Lennard; 1545 — 20 сентября 1615) — английский дворянин и политический деятель.

## Биография
Был сыном сэра Джона Леннарда из Чевенинга, который став дворянином, приобрел поместья и выдал двух своих дочерей замуж за представителей знати.
При королеве Елизавете I и её преемнике Якове I неоднократно с 1571 по 1614 годы избирался в парламент от нескольких избирательных округов. Помимо этого с 1590 по 1591 год он занимал должность главного шерифа Кента.
Из-за финансовых проблем он был вынужден продать многие свои поместья. Скончался 20 сентября 1615 года, не оставив завещания, в возрасте около 70 лет. 

## Семья
В 1564 году женился на Маргарет Файнс, которая в 1594 году стала баронессой Дакр. У супругов было 11 детей (5 сыновей и 6 дочерей), среди которых:
- Генри Леннард (25 марта 1570 — 8 августа 1616), 12-й барон Дакр (1612—1616);
- Джордж Леннард (1573—1620), умер бездетным;
- Джон Леннард (1584—1615)